# Informatore

Bocca di Leone per le denunce segrete.

Un informatore è una persona che fornisce informazioni su una persona o organizzazione ad un'altra entità, solitamente le forze dell'ordine, al di fuori di ogni obbligo giuridico. Negli Stati Uniti gli informatori sono ufficialmente conosciuti come "fonti umane riservate" (CHS - confidential human sources) o "informatori criminali" (CI - criminal informants). Può anche riferirsi in senso peggiorativo a qualcuno che fornisce informazioni senza il consenso delle parti coinvolte. Il termine è comunemente usato in politica, industria, intrattenimento e nel mondo accademico.
Un "informatore riservato" o "CI" è "qualsiasi individuo che fornisce informazioni utili e credibili a un'agenzia di polizia riguardo ad attività criminali criminali e da cui l'agenzia si aspetta o intende ottenere ulteriori informazioni utili e credibili riguardo a tali attività in futuro".

## Descrizione
Il termine è solitamente usato all'interno del mondo giudiziario, ma anche politico, industriale e universitario. Ad esempio l'informatore può essere anche un membro di un'organizzazione criminale che fornisce informazioni alle autorità civili o militari sulla stessa organizzazione di cui fa parte o sui suoi membri.
Talvolta è invece un pregiudicato estraneo a tali fatti ma che, venutone a conoscenza, ne informa le forze dell'ordine, in cambio di favori o ricompense economiche.

## Informatore di polizia

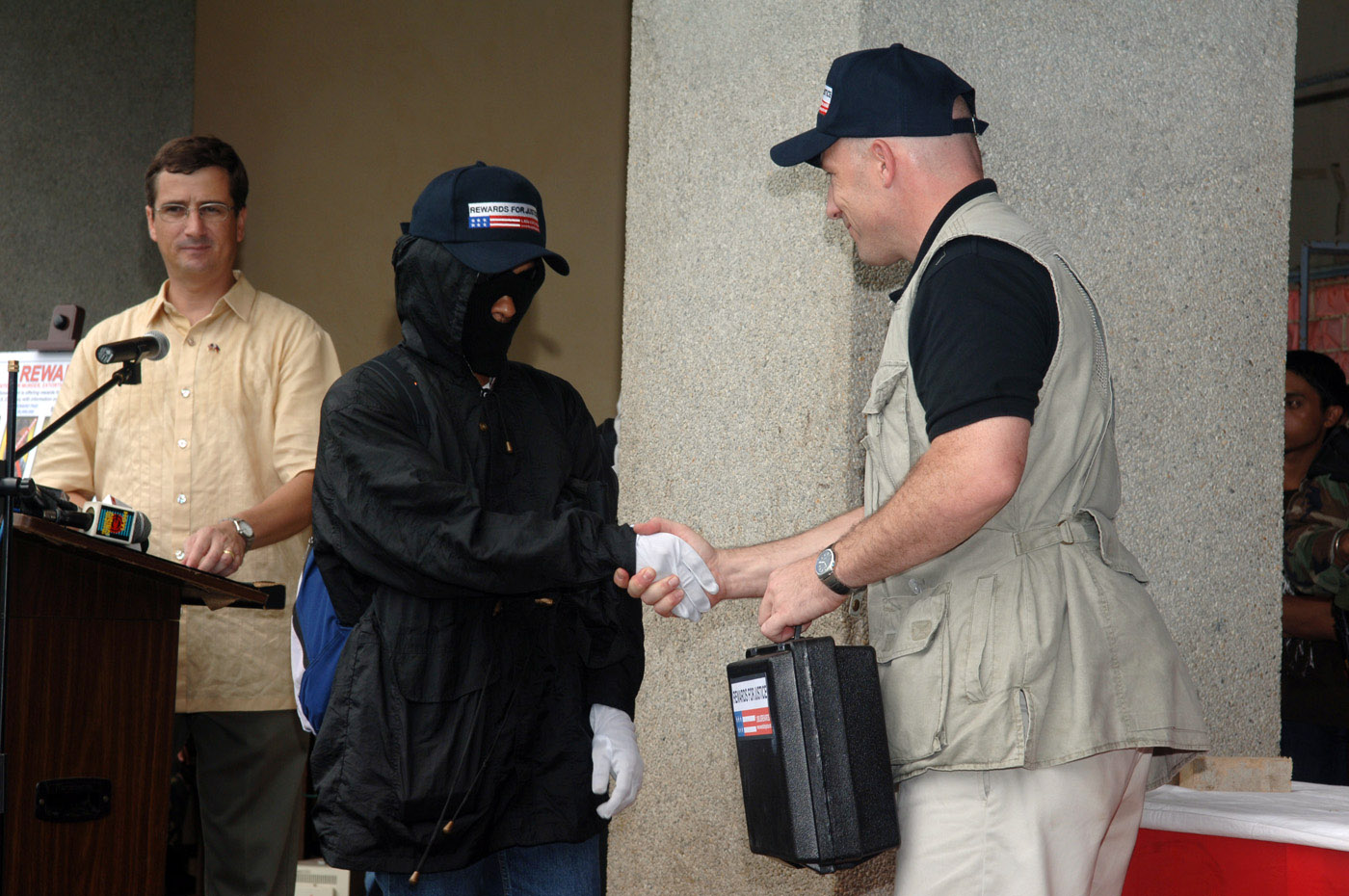
Un rappresentante del Dipartimento di Stato americano si congratula e offre un pagamento parziale a un informatore sotto mentite spoglie le cui informazioni hanno portato alla neutralizzazione di un terrorista nelle Filippine.

L'informatore di polizia o confidente è una persona che collabora, dietro compenso, con le forze dell'ordine fornendo informazioni utili per l'individuazione e l'arresto di criminali o per la prevenzione di reati.  La collaborazione tra informatori e forze dell'ordine è regolamentata dalla legge. L'uso dei confidenti è stato spesso oggetto di controversie, come ad esempio la loro affidabilità nei processi giudiziari, l'uso di informazioni con finalità politiche o la loro protezione durante le operazioni.

### Bibbia
Una delle prime testimonianze sulla figura dei confidenti appare nel Nuovo Testamento, il tradimento di Giuda Iscariota contro Gesù Cristo può essere considerato un esempio di informazione fornita alle autorità.

### Nella cultura di massa
Nel film Il giorno della civetta, diretto da Damiano Damiani (1968) il personaggio di Parrineddu interpretato da Serge Reggiani è un informatore di polizia.

## Informatori criminali
Gli informatori sono estremamente comuni nel lavoro quotidiano della polizia, comprese le indagini su omicidi e narcotici. Qualsiasi cittadino che fornisce informazioni relative al crimine alle forze dell’ordine è per definizione un informatore.
Le forze dell'ordine e le agenzie di intelligence possono essere oggetto di critiche riguardo alla loro condotta nei confronti degli informatori. Agli informatori può essere mostrata clemenza per i propri crimini in cambio di informazioni, o semplicemente essi possono rivelarsi disonesti nel fornire informazioni, con il risultato che il tempo e il denaro spesi per acquisirle vengono sprecati.
Gli informatori sono spesso considerati traditori dai loro ex compagni criminali. Qualunque sia la natura di un gruppo, è probabile che provi una forte ostilità verso qualsiasi delatore conosciuto, lo consideri come una minaccia e infligga punizioni che vanno dall'ostracismo sociale all'abuso fisico e/o alla morte. Gli informatori sono quindi generalmente protetti, o mediante segregazione durante la detenzione o, se non sono incarcerati, trasferiti sotto una nuova identità.

### Motivazione dell'informatore
Gli informatori, soprattutto quelli criminali, possono essere motivati da molte ragioni. Molti informatori non sono consapevoli di tutte le ragioni per cui forniscono informazioni, ma lo fanno comunque. Molti informatori forniscono informazioni mentre sono sotto stress, costrizione, emozione e altri fattori della vita che possono influenzare l’accuratezza o la veridicità delle informazioni fornite.
Gli agenti delle forze dell'ordine, i pubblici ministeri, gli avvocati difensori, i giudici e altri soggetti dovrebbero essere consapevoli delle possibili motivazioni in modo da poter avvicinarsi, valutare e verificare adeguatamente le informazioni degli informatori.
In generale, le motivazioni degli informatori possono essere suddivise in interesse personale, autoconservazione e coscienza.
Un elenco di possibili motivazioni include:
- Interesse personale[10]:
  - Ricompensa finanziaria.
  - Liberazione preventiva dalla custodia.
  - Ritiro o archiviazione delle accuse penali.
  - Riduzione della pena.
  - Scelta del luogo in cui scontare la pena.
  - Eliminazione di rivali o soci criminali indesiderati.
  - Eliminazione dei concorrenti impegnati in attività criminali.
  - Deviazione del sospetto dalle proprie attività criminali.
  - Vendetta.
  - Desiderio di diventare una spia.
- Autoconservazione:
  - Paura di subire danni da parte degli altri.
  - Minaccia di arresto o accuse.
  - Minaccia di carcerazione.
  - Desiderio di un programma di protezione testimoni.
- Coscienza:
  - Desiderio di lasciare il passato criminale.
  - Coscienza sporca.
  - Redenzione.
  - Rispetto reciproco.
  - Desiderio genuino di assistere le forze dell’ordine e la società[11].

## Movimenti operai e sociali
Le aziende e le agenzie investigative che a volte le rappresentano hanno storicamente assunto spie del lavoro per monitorare o controllare le organizzazioni sindacali e le loro attività. Tali individui possono essere professionisti o reclute dal mondo del lavoro. Potrebbero essere complici volontari o essere indotti con l'inganno a informare sugli sforzi di sindacalizzazione dei loro colleghi.
Gli informatori retribuiti sono stati spesso utilizzati dalle autorità all’interno dei movimenti politicamente e socialmente orientati per indebolirli, destabilizzarli e, infine, distruggerli.

## Politica
Gli informatori allertano le autorità riguardo ai funzionari governativi corrotti. I funzionari potrebbero accettare tangenti o partecipare a un giro di denaro chiamato anche tangente.
Lo storico romano Lattanzio descrisse un caso giudiziario che coinvolgeva il processo di una donna sospettata di aver consigliato ad un'altra donna di non sposare Massimino II: "Neppure vi era alcun accusatore, finché un certo ebreo, accusato di altri reati, non fu indotto, nella speranza del perdono, per fornire false prove contro un innocente. Il magistrato equo e vigile lo condusse fuori dalla città sotto scorta, per timore che il popolo lo lapidasse... All'ebreo fu ordinato di torturare finché non avesse parlato come gli era stato detto... Gli innocenti erano condannati a morte... Né la promessa di perdono fu mantenuta al finto adultero, poiché fu legato ad una forca, e poi svelò tutto il segreto e con il suo all'ultimo respiro protestò davanti a tutti gli astanti che le donne erano morte innocenti."
I programmi di informazione criminale sono stati utilizzati come copertura per offensive di intelligence motivate politicamente.

## Informatori del carcere
Particolarmente controversi sono stati gli informatori carcerari che riferiscono di dicerie (ammissioni contro interessi penali) che affermano di aver sentito mentre l'imputato si trova in custodia cautelare, di solito in cambio di riduzioni di pena o altri incentivi. Alcuni esempi del loro utilizzo sono in relazione a Stanley Williams, Cameron Todd Willingham, Thomas Silverstein, Marshall "Eddie" Conway, e un sospettato della scomparsa di Etan Patz. L'Innocence Project ha affermato che il 15% di tutte le condanne errate successivamente prosciolte grazie ai risultati del DNA erano accompagnate da false testimonianze di informatori carcerari (così come il 50% delle condanne per omicidio scagionate dal DNA).

## Per paese

### Russia e Unione Sovietica
Un sistema di informatori esisteva nell'impero russo e fu successivamente adottato dall'Unione Sovietica. In Russia, queste persone erano conosciute come osvedomitel o donoschik e collaboravano segretamente con le forze dell'ordine, come la forza di polizia segreta Okhrana e successivamente la militsiya sovietica o KGB. Ufficialmente, quegli informatori venivano indicati come "collega segreto" (russo: секретный сотрудник, sekretny sotrudnik) e spesso venivano indicati con il portmanteau seksot di derivazione russa. In alcuni documenti del KGB è stata utilizzata anche la designazione "fonte di informazioni operative" (russo: источник оперативной информации, istochnik operativnoi informatsii).

### Germania
Un collaboratore non ufficiale o un IM (tedesco: [iˈʔɛm]; entrambi dal tedesco inoffizieller Mitarbeiter), o eufemisticamente collaboratore informale (informeller Mitarbeiter), era un informatore della Repubblica Democratica Tedesca (Germania dell'Est) che forniva informazioni private al Ministero per la Sicurezza dello Stato (MfS/Stasi). Alla fine del governo della Germania Est esisteva una rete di circa 189.000 informatori, operanti a tutti i livelli della società.

### Polonia
Un "Collaboratore segreto" (TW - Tajny współpracownik) - la categoria fondamentale della cooperazione con il Servizio di sicurezza (SB) e il Servizio militare interno (WSW) della Repubblica popolare di Polonia -   era una persona deliberatamente reclutata per la cooperazione, ossia un informatore segreto consapevole.

### Venezuela
Il termine patriota cooperante è stato utilizzato in Venezuela sin dalla fondazione del Servizio Nazionale d'Intelligence Bolivariano (SEBIN - Servicio Bolivariano de Inteligencia Nacional) nel 2010, per riferirsi agli informatori anonimi nei casi giudiziari, che di solito ricevono un pagamento per i dati forniti. I patrioti cooperanti sono stati utilizzati in casi isolati di perquisizioni criminali e più ampiamente contro gli studenti che hanno preso parte alle proteste in Venezuela nel 2014.

## Informatori famosi[29][30]
- Tim Allen
- Nicky Barnes
- Whitey Bulger
- Nicholas Calabrese
- James Carey
- Steve Flemmi
- Gemelli Flores (Pedro e Margarito)
- Nicola Gobbo
- Sammy Gravano
- Daniel Hernandez
- Henry Hill
- Frank Lucas
- Joseph Massino
- George Orwell
- Abe Reles
- Freddie Scappaticci
- Joseph Valachi
- Salvatore Vitale
- Richard Wershe Jr.